# 豊竹時太夫
豊竹 時太夫（とよたけ ときたゆう）は、義太夫節の太夫。

## 初代
後の2代目豊竹此太夫。

## 2代目
初代の高弟の弟子で安永2年（1773年）に死去したという。通名は「かさ五」というが理由は不明。

## 3代目
1763年に2代目に入門し入太夫、2代目没後3代目を襲名。寛政11年（1799年）9月22日に死去、通名は「銭屋源七」。

## 4代目
後の4代目豊竹此太夫。

## 5代目
後の5代目豊竹此太夫。

## 6代目
天保元年（1830年）1月1日 - 明治38年（1905年）8月17日。本名は田村竹松。
摂津国灘の生まれ。はじめ三味線方4代目豊澤広助の門弟で広右衛門から文駄。1871年に太夫に転身し5代目竹本春太夫の門下で6代目時太夫を襲名。
何者かに美声人気を妬まれ水銀を飲まされ美声を失った。晩年は仏法斎松朝を名乗った。実子は鶴澤友造。

## 7代目
文久2年（1862年）2月18日 - 。本名は松本政次郎。
摂津伊丹の生まれ。1877年に鶴澤寛治の門下で寛八、1899年に2代目竹本長尾太夫で高尾太夫、1903年に7代目時太夫を襲名。
大声の美声で知られた。没年未詳だが、大正頃まで存命だったという。